# Kevin Iannotta
Kevin Iannotta (* 13. Februar 1993 in München) ist ein deutscher Schauspieler und Synchronsprecher. Bekannt wurde er durch die Filmreihe Die Wilden Kerle unter der Regie von Joachim Masannek.

## Biografie
Kevin Iannotta wuchs mit zwei Brüdern in Grünwald, einer Vorstadt Münchens, auf. Er geht in München zur Schule. Sein älterer Bruder Marco ist ebenfalls als Synchronsprecher tätig und sein jüngerer Bruder Sandro als Schauspieler. Im Jahre 2003 spielte er in der Buchverfilmung Die Wilden Kerle die Rolle des Joschka. Diese Rolle spielte er ebenfalls in allen 5 Fortsetzungen. Im fünften Teil der Filmreihe spielte außerdem sein Bruder Sandro mit.

## Filmografie
- 2003: Die Wilden Kerle als Joschka
- 2005: Die Wilden Kerle 2 als Joschka
- 2006: Die Wilden Kerle 3 als Joschka
- 2007: Die Wilden Kerle 4 - Der Angriff der Silberlichten als Joschka
- 2008: Die Wilden Kerle  5 - Hinter dem Horizont als Joschka
- 2010: Hanni & Nanni als Marc
- 2012: Amok als Cem
- 2016: Die wilden Kerle – Die Legende lebt als Joschka

## Synchronrollen (Auswahl)

### Filme
- 2003: Erik Per Sullivan als Egon (Sheldon) in Findet Nemo
- 2004: Ryūnosuke Kamiki als Markl in Das wandelnde Schloss
- 2004: Erik Per Sullivan als Spike Frohmeyer in Verrückte Weihnachten
- 2005: Mitchel Musso als Josh Whitley in Walker, Texas Ranger: Feuertaufe
- 2006: Josh Hutcherson als Carl Munro in Die Chaoscamper
- 2007: Josh Hutcherson als Jesse Aarons in Brücke nach Terabithia

### Serien
- 2012: als Krake in Die Wilden Kerle
- 2013: Evan Smith als Max Whitman in Life as We Know It